# Vicente Arbeláez
Juan Vicente Joaquín Arbeláez Gómez (San Vicente, 8 de marzo de 1822-Bogotá, 29 de junio de 1884) fue un eclesiástico y político colombiano, destacado por su posición de mesura y conciliación frente a los reiterados ataques a la Iglesia católica por parte de los líderes del Partido Liberal Colombiano en la segunda mitad del siglo XIX.

## Biografía

### Primeros años
Hijo de Fermín Arbeláez y María Gómez, realizó sus estudios en el Colegio de San José de Marinilla en 1838 y posteriormente en el Seminario de San José en Bogotá. En 1845 fue ordenado sacerdote y graduado en derecho civil de la Universidad Central de Bogotá. Posteriormente, a los 23 años de edad fue encomendado como sacerdote de Abejorral y director del colegio donde había hecho sus estudios en Marinilla hasta 1848.
En estos años Arbeláez, como miembro del clero, no fue extraño a las controversias que se dieron en torno a los métodos de educación en el país. En el año 1835 se libró un primer debate acerca de la conveniencia del estudio de Jeremy Bentham en las cátedras de derecho que oponía a los sectores tradicionales del clero contra el gobierno del presidente Santander. Para los primeros, tales enseñanzas eran corruptoras de la juventud e iban en contra de toda moral cristiana y la religión misma. Para el Gobierno, las ideas de Bentham ilustraban el entendimiento y ejercitaban las únicas fuentes reales del conocimiento, la razón y la naturaleza. Tales enfrentamientos ideológicos entre Iglesia y Estado aumentarían con el paso de los años y serían una constante en la vida y en el ejercicio de las labores del después Arzobispo Arbeláez.
Tras su paso como rector de Marinilla, fue enviado a la Diócesis de Santa Marta en 1859 y nombrado obispo de Maximopolis in partibus infidelum. Un año después fue consagrado por el arzobispo Antonio Herrán a la Catedral de Bogotá.
Para este momento las relaciones entre la Iglesia y el Estado se habían deteriorado aún más. Según el historiador Fernán González, los años que vivió Arbeláez en Santa Marta y después en Bogotá correspondieron al segundo de tres periodo de guerras, específicamente centradas en definir el régimen político que se debía adoptar en el país, dentro de lo cual también se definía el papel de la Iglesia en la sociedad, especialmente en cuanto si la educación debía ser laica o religiosa, punto de importancia para Arbeláez que centraría muchos de sus discursos en la importancia de la educación guiada por la moral católica.

### Primer Destierro
Durante la Guerra civil colombiana de 1860-1862, el General Tomás Cipriano de Mosquera tomó el control del gobierno nacional tras invadir Bogotá con sus tropas. Entonces el papel de la Iglesia fue reconsiderado en cuanto a su prominencia económica e influencia en la educación, en un proceso que autores como Bushnell denominan “la República radical” caracterizada por un alejamiento sustancial entre las instituciones Eclesiásticas y el Estado. 
Las medidas que tomó el General Mosquera se enmarcaban en considerar un exceso las riquezas que tenía el clero, la inutilidad de las propiedades bajo su tutela y en la falta de subordinación al Estado. 
Tal pensamiento llevó a la expulsión de los jesuitas en 1861 y la expropiación de sus bienes. También, a la implementación de la tuición de cultos que buscaba subordinar la jerarquía eclesiástica al Estado, de allí, a que todo acto o nombramiento debía ser informado al Ejecutivo antes de hacerse efectivo y tanto los párrocos como los obispos debían presentar juramento condicional de obedecer la ley civil antes que la eclesiástica. Otra medida fue la condena a destierro de cualquier autoridad eclesiástica que no contara con el permiso para ejercer sus actividades. Según el decreto del 20 de julio de 1861, en su artículo tercero: “Los contraventores a este Decreto serán tratados como usurpadores de las prerrogativas de las Unión Granadina, y en consecuencia serán extrañados del territorio”. Dentro de tales contraventores se encontraba el cura Arbeláez según expone José Restrepo Posada al describir la dura situación por la que pasaba la Iglesia en 1862.
Arbeláez desterrado huye hacia la costa, encontrando su camino a Roma, donde en audiencia con el papa Pio IX, es nombrado vicario general y obispo coadjutor de la Arquidiócesis de Bogotá con derecho a suceder al actual arzobispo, Antonio Herrán.
Gracias al cambio de gobierno de manos de Mosquera a Manuel Murillo Toro en 1864 el coadjutor Arbeláez encuentra una situación favorable para su retorno y regresa a Bogotá el 29 de marzo de 1865 en donde asume las tareas de sus nuevos cargos.

### Segundo Destierro
Desafortunadamente para Arbeláez, en 1866 Mosquera regresa a la  Presidencia y continúa con sus medidas anticlericales. Reflejo de este momento es el asunto de los diezmos, de lo cual Restrepo Posada rescata las comunicaciones entre el arzobispo Antonio Herrán  y el Dr. Rojas Garrido, representante del Poder Ejecutivo, en donde se tilda de estafas a éstas contribuciones y se prohíbe cualquier medio coactivo para reclamarlas, llegando al punto de decir en comunicación del 5 de octubre de 1866 que “Tan persuadido se halla el sacerdocio, de que a las buenas nadie contribuye con el diezmo, que se ha visto precisado a ocurrir al infierno por la sanción penal, con que hacer efectivo el cobro”.
Así las cosas, Restrepo Posada narra los acontecimientos que llevaron al segundo destierro de Arbeláez del cual se tiene mayor conocimiento que del primero. 
Hacia finales de 1866 un cura de apellido Molano reclamó como suya una casa contigua a la Iglesia de San Carlos que pertenecía a la Iglesia. El Obispo Coadjutor Arbeláez denegó las pretensiones de éste que en respuesta nombró un abogado que dirigió una carta a la Presidencia de la República. Esta oportunidad no fue desaprovechada por el Poder Ejecutivo que en menos de dos días respondió acusando a Arbeláez de usurpar la jurisdicción civil “…negando en lo material al Gobierno de su independencia y supremacía”. Con base en tales hechos Arbeláez es expulsado del territorio nacional en 1866, su oficina ocupada por la fuerza militar y sus registros y documentos confiscados por la autoridad.

### Arzobispado

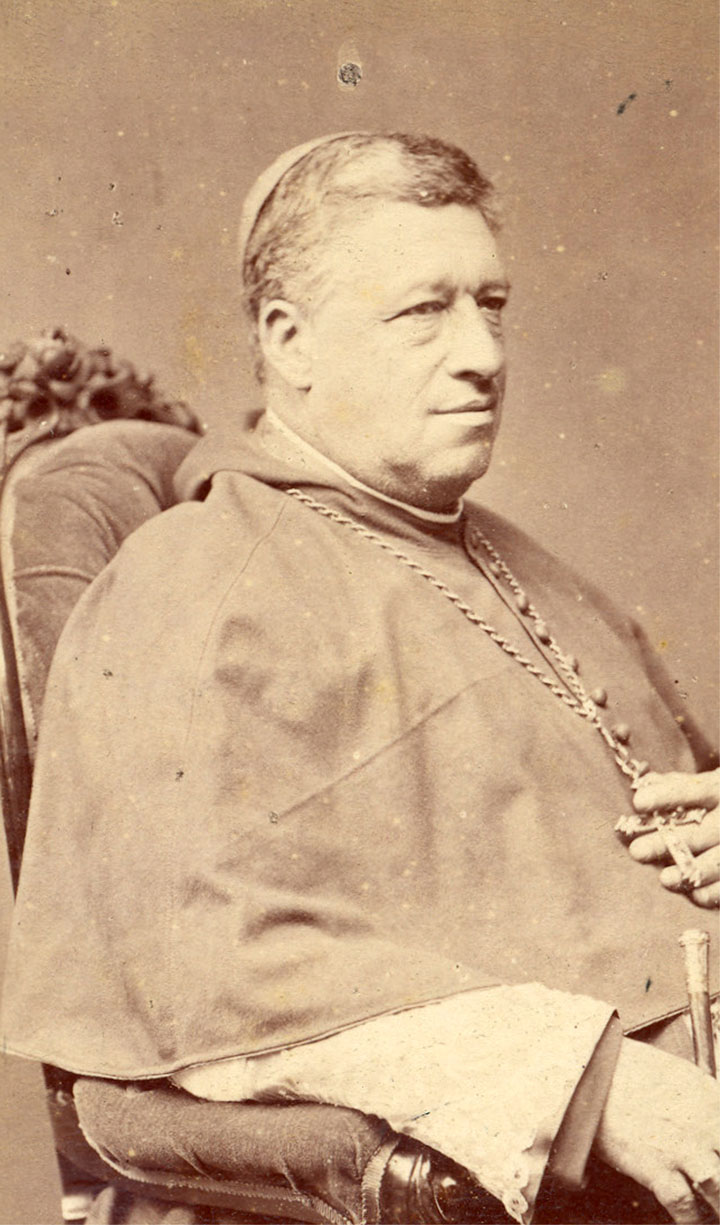
Vicente Arbeláez Gómez como Arzobispo de Bogotá.

El padre Arbeláez regresa a Roma para encontrarse de nuevo con el papa Pio IX, con quien había quedado en buenos términos tras su primera visita, de lo cual se da testimonio por el intercambio de obsequios y la función de emisario para los regalos enviados al Arzobispo Herrán.
Posteriormente con la caída y enjuiciamiento de Mosquera en 1867 por las diferencias entre éste y la facción radical del partido liberal, que veía como una amenaza las nuevas medidas, en especial la decisión de disolver el Congreso. Arbeláez regresa a Bogotá en medio de la alegría de la gente que según Restrepo, citando al periódico La Prensa, tenían “…el placer propio de los hijos que volvían a ver su padre”.
En 1868 el Arzobispo Antonio Herrán fallece en Villeta y Arbeláez es llamado a ocupar su lugar, iniciando 16 años de prelado como Arzobispo de Bogotá. 
Nombrado Arzobispo, Arbeláez se enfrentó con una situación crítica para la Iglesia,  no solo continuaban las medidas anticlericales de la seguidilla de gobiernos liberales, sino que además, en diferentes regiones del país aumentaba la tensión entre conservadores y liberales por la inconformidad hacia el Gobierno liderado por la facción radical de estos últimos.
La guerra que estalló en 1876 fue vista como una cruzada, como una batalla entre el bien y el mal en donde los conservadores marchaban a la guerra defendiendo su religión y su patria. De allí que Arbeláez recibiera críticas de la facción más conservadora de la Iglesia por intentar evitar que la guerra se convirtiera en asunto de fe. De todas formas sus intentos fueron en vano y el ejército conservador fue derrotado por una coalición de fuerzas entre los Estados liberales.
La derrota de los conservadores paradójicamente ayudó al ascenso de Núñez, un personaje que provenía del partido liberal con una visión moderada en su entendimiento de la sociedad, según Gonzales: “donde jugaban un papel importante la familia y la Iglesia”. Instaurado en el poder en 1880 Núñez, retira algunas de las medidas contra la Iglesia ayudando a alivianar las cargas del Arzobispo Arbeláez, en especial al derogar los decretos de tuición. Durante su periodo la situación para la Iglesia mejoró, aunque políticamente la intrigas de los radicales aún continuaba, cuestión que derivó en la guerra de 1885 y la Constitución de 1886, que reconciliaba al Estado y la Iglesia definitivamente e imponía un orden centralista como forma de gobierno.
Hacia 1875 fundó la Basílica de Lourdes en el entonces poblado de Chapinero, por lo que se le considera el fundador de la actual localidad de Bogotá que lleva el mismo nombre.
El Arzobispo Arbeláez termina su periodo en 1884 cuando muere en Bogotá. Pudiendo disfrutar de cuatro años de situaciones más favorables para la Iglesia pero sin verla aun reconciliada completamente con el Estado.

## Pensamiento

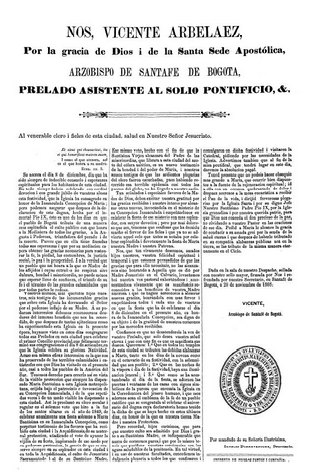
Pastoral 28 de noviembre de 1868 del Arzobispo Arbeláez.

Llama la atención del Arzobispo Arbeláez la forma en como se tomaron sus discursos por parte de algunos autores. Fue citado como voz de conciliación y mediación, en una época en donde las posiciones radicales de los liberales y sus acciones contra la Iglesia generaron a su vez respuestas extremas entre algunas facciones del clero y de los conservadores. Según afirma Fernán González; Arbeláez, “…exhortaba al clero a no mezclar el ministerio sacerdotal con la política”.
El mismo José Restrepo Posada, al comentar y trascribir comunicados de Arbeláez, resalta su tono cordial y neutro, incluso en temas marcadamente conflictivos como la secularización de la educación, a la cual el Arzobispo encontraba aceptable y necesaria siempre y cuando no fuera utilizada para hacer propaganda anticatólica. De igual manera, intercedía por la no instrumentalización de la Iglesia por parte de la facción ultraconservadora del clero que se oponía enfáticamente a cualquier tipo de acuerdo con los liberales y que criticaba duramente al Arzobispo por presentar los juramentos mandados por ley o llegar a pequeños acuerdos con los liberales. Cabe anotar que Restrepo Posada toma el punto de vista de la Iglesia, y en los textos consultados mantiene un apoyo constante a los miembros del clero, condenando a su vez las actuaciones gubernamentales. Esta limitación del autor influye en la forma en como escribe acerca de los eventos de la época y las fuentes que elige para hacer su trabajo, por lo cual las descripciones del Arzobispo Herrán y del Arzobispo Arbeláez están encuadradas en tal posición. Sin embargo, los eventos narrados por alguien desde dentro de la Iglesia brindan una visión diferente a la narrada por otro tipo de autores con lo cual, teniendo en cuenta sus limitaciones, se hace interesante al momento de narrar la vida de las figuras eclesiásticas, al brindar una visión más completa y diferente a los registros oficiales de los encuentros entre Iglesia y Estado.  
La lectura de Arbeláez por parte de estos autores contrasta con la lectura de cartas y pastorales que Arbeláez dirigía a sus feligreses en las ceremonias de fechas importantes para el catolicismo. En ellas, se ve a un sacerdote mucho más conservador y tradicional al mostrado en las anteriores referencias.
En pastoral de 1861 escrita en Ocaña, Arbeláez hace una dura crítica a las medidas de tuición y afirma en varias ocasiones que por constitución y por mandato divino el poder temporal estará siempre subordinado al mandato espiritual, y como tal, la Iglesia no tiene por qué responder ni someterse al poder temporal del Estado. Tales críticas se repiten, desde otro ángulo, en la pastoral de 1869. En ella, se reitera la prohibición para todo católico de colaborar en cualquier forma a la publicación, impresión, distribución, financiación y lectura de textos considerados anticatólicos, recordando a los padres de familia que todos los colegios en donde se den enseñanzas de autores protestantes están expresamente prohibidos para sus hijos.
La faceta más conservadora de Arbeláez se reitera a lo largo de los años: Sin hacer referencia directa a las ideas de liberales colombianos, el Arzobispo habla de falsos sistemas engendrados por el racionalismo “que tienden a convertir al mundo en una nueva torre de Babel”. De igual forma, Arbeláez afirma que una de las tareas y deberes del cristiano es someter su razón a su creencia y de allí critica el libertinaje de la prensa y reitera la prohibición de apoyar tales formas de pensar incluso con el voto a legisladores que siguieran estas tendencias.
La voz conciliadora de Arbeláez, se puede encontrar matizada en algunos fragmentos de pastorales. En 1868, en su primera pastoral como Arzobispo, Arbeláez decía a sus fieles que la ley civil debía acatarse sólo si no es contraria a la ley divina, quien desobedeciera una ley en esas condiciones se convertía en enemigo de Dios. En la misma pastoral se encuentra la referencia de Fernán González,  en donde el Arzobispo reza “que de ninguna manera se mezcle con el ejercicio de su sagrado ministerio…cosa alguna que tenga relación con la política” seguido de su explicación; la Iglesia no debe entrar en los debates de lo humano y mucho menos para aumentar el fuego que ya la consume.  
La educación es uno de los temas en que se cita a Arbeláez como voz de calma dentro de la Iglesia, ya que éste aplaudía los esfuerzos para aumentar la instrucción primaria y consideraba la educación como la herramienta para la grandeza de las sociedades. Tales fragmentos se contraponen a las afirmaciones del mismo Arbeláez en el sentido que toda educación debía estar mediada por la Iglesia, en que toda ciencia es corruptora sin la guardia de la religión y que la educación debía ser principalmente moral y moldear el corazón de los estudiantes. Para Arbeláez la educación era un tema fundamental en la medida que era un deber de la Iglesia el enseñar la verdad infalible del cristianismo y como afirma en una de sus últimas pastorales, la educación católica era la única forma de evitar los ataques y las conspiraciones dirigidas a que las nuevas generaciones abandonaran el catolicismo, al fin y al cabo en un mundo en que la naturaleza lleva a la diferencia “una sola cosa nos hace iguales: la Religión”.
El contraste existente entre las conciliaciones de Arbeláez con los liberales junto con su oposición a las facciones más tradicionales de la Iglesia y el tono más conservador y rígido de sus pastorales puede explicarse desde la naturaleza misma de los documentos consultados.
Las pastorales son el texto que el sacerdote lee a sus feligreses en una ceremonia de importancia, más si se trata de una misa dada por el Arzobispo de Bogotá,  por tanto en el ejercicio de su labor no pueden entrar concepciones liberales de manera tan expresa como en otro tipo de actividades. Ante todo Arbeláez es un sacerdote del catolicismo y como tal responde a una serie de ideales, posiciones y órdenes que no puede ignorar. Es apenas normal que un sacerdote forme a sus feligreses en lo que considera beneficioso para la misma Institución de la que hace parte, lo que resalta en la posición de Arbeláez es que incluso con tales convicciones permitiría una brecha de conciliación de forma sutil y moderada en sus pastorales entre las ideas de la Iglesia y las actuaciones del Estado. También se debe resaltar que el ejercicio de Arbeláez se dio en una de las épocas más duras para la Iglesia católica en Colombia, por lo cual era necesario dar ciertas concesiones y aflojar en ciertos puntos el discurso religioso so pena de arriesgarse a más sanciones y limitar aún más los ya disminuidos privilegios de la Iglesia.   
Lo anterior refleja que la polarización entre partidos y entre posiciones absolutamente contrarias no siempre fue una realidad del siglo XIX, como existieron extremos también existieron posiciones medias que no buscaban la destrucción total de la idea contraria. Es por esta razón que el Arzobispo Arbeláez destaca como voz de conciliación y mesura.